# Horadandia atukorali
Horadandia atukorali es una especie de peces Cypriniformes de la familia Cyprinidae.

## Morfología
Los machos pueden llegar alcanzar los 3 cm de longitud total.

## Alimentación
Come insectos

## Hábitat
Es un pez pelágico y de clima tropical (24 °C-26 °C).

## Distribución geográfica
Se encuentran en la India y Sri Lanka.